# Горн, Эверт

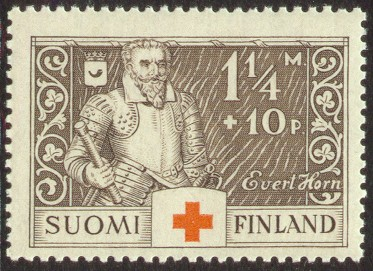
Примечательный портрет шведского захватчика русских крепостей, павшего уже 30-летним фельдмаршалом от русской пули при очередном штурме непокорившегося Пскова в 1615 году. На всех марках этой серии 1934 года, посвящённой «Полководцам Финляндии» и включающей ещё Леннарта Торстенссона и Якоба Делагарди изображен крест ордена меченосцев, замаскированный под медицинский. Интересно, что Горн стал фельдмаршалом уже в 1614 году, а Делагарди только в 1620.

Э́верт Ка́рлссон Горн (швед. Evert Karlsson Horn af Kanckas; 11 июня 1585, замок Гапсаль, ныне Эстония — 30 июля 1615, Псков, Россия) — шведский фельдмаршал, захватчик русских крепостей: Яма (ныне г. Кингисепп), Копорья и Ивангорода, королевский наместник (штатгальтер) в Нарве и завоёванных русских городах, сын фельдмаршала Карла Генрихсона Горна, отец фельдмаршала Густава Эвертсона Горна, старший брат фельдмаршала Густава Горна, родной дядя фельдмаршалов Генриха Горна, Бенгта Горна и Кристера Классона Горна

## Биография
Родился в семье шведского фельдмаршала в фамильном замке Гапсаль (ныне — город Хаапсалу в Эстонии). В будущем его брат, сын, трое племянников и он сам стали фельдмаршалами Швеции.
Эверт получил высшее образование, типичное для знати, и выучил латинский, французский и немецкий языки. В 1603 году посещал лекции в университете Ростока.
Участвовал в договорном походе шведского вспомогательного корпуса в Россию в 1609—1610 годах для помощи царю Василию Шуйскому в борьбе против Лжедмитрия II. С самого начала кампании Эверт Горн прославился как полководец, командуя вместе с воеводой Фёдором Чулковым авангардом союзных русско-шведских войск. В битве под Торопцем он разбил отряд Яна Кернозицкого, освободив от сторонников Лжедмитрия II Старую Руссу, Порхов, Орешек и Торопец. За этим последовала победа над численно превосходящим противником под Торжком. В первой половине 1610 года Эверт Горн осаждал Белую крепость.
Во время разгоревшейся позже войны Швеции с Россией (1610—1617), начавшейся после Клушинской битвы и свержения царя Василия Шуйского, благодаря своим успехам во взятии русских крепостей Яма, Копорья, Ивангорода и Новгорода (лишь осада Пскова оказалась неудачной) Эверт Горн сделал головокружительную карьеру: в 1612 году ему было присвоено звание полковника, а в 1614 году он уже стал фельдмаршалом Швеции. Основал в 1611 году шведскую крепость Ниеншанц при впадении реки Охты в Неву. Зимой 1614—1615 года возглавлял шведскую военную администрацию в Новгороде.
Смертельно ранен пулей в голову во время осады Пскова 30 июля 1615 года. Похоронен в присутствии короля Швеции в кафедральном соборе Турку.

## Семья
Его отец, брат, племянники и сын Густав Эвертсон Горн (1614—1666) были шведским фельдмаршалами.